# József Tóth (1951)
József Tóth   (Mosonmagyaróvár, 2 de desembre de 1951 - 11 d'agost de 2022) fou un futbolista hongarès de la dècada de 1980.
Fou 56 cops internacional amb la selecció de futbol d'Hongria amb la qual participà a la copa del Món de futbol de 1978 i a la copa del Món de futbol de 1982.
Pel que fa a clubs, destacà a Pécsi i Újpesti Dózsa.